# Человек из Лондона (фильм)
«Человек из Лондона» (венг. A londoni férfi, англ. The Man from London) — художественный фильм 2007 года венгерских режиссёров Белы Тарра и Агнеш Храницки. Адаптированный сценарий по роману бельгийского писателя Жоржа Сименона «L’Homme de Londres» был написан Белой Тарром и Ласло Краснахоркаи.
«Человек из Лондона» впервые был показан в 2007 году на кинофестивале в Каннах и, несмотря на возлагаемые надежды, не получил наград.

## Сюжет
Маллойн (Мирослав Кробот), стрелочник железнодорожной станции в порту, живёт в ветхой квартире со своей женой Камелией (Тильда Суинтон) и дочерью Генриеттой (Эрика Бок). Однажды во время ночной смены он становится свидетелем происходящей на причале драки. Из окна своей башни Маллойн видит, как один из участников падает в воду вместе с портфелем, а второй спешит скрыться. Маллойн подбирает портфель, в котором находится крупная денежная сумма.
Маллойн прячет деньги и никому не рассказывает о них. На следующий день он замечает следящего за ним Брауна (Янош Держи). Вечером Браун безуспешно ищет портфель около места вчерашней драки и замечает Маллойна в окне башни.
Позже в припортовый бар приходит инспектор полиции из Лондона по фамилии Моррисон (Иштван Ленарт) и обсуждает с Брауном ситуацию, сложившуюся из-за украденных денег. Моррисон объясняет, что прибыл по просьбе владельца театра Митчелла, из сейфа которого пропали 55 тысяч фунтов. Моррисон высказывает предположение, что Браун, хорошо знакомый с планировкой здания, является единственным предполагаемым вором, но при этом Митчелл заинтересован лишь в скорейшем возврате пропавшей суммы и даже готов отдать взамен двухдневную выручку. После того, как Моррисон упоминает, что говорил с женой Брауна, и спрашивает, что передать Митчеллу, Браун находит предлог, чтобы покинуть комнату, и сбегает из бара. Находившийся рядом Маллойн слышит весь разговор.
Маллойн идёт в лавку мясника, где работает его дочь. Он уводит Генриетту с собой, ведёт сначала в бар, где она слышит в пересказе бармена суть беседы Моррисона с Брауном. После бара Маллойн с дочерью идут в магазин меховых изделий, где тот покупает ей дорогую норковую горжетку. По приходе домой их ждёт скандал — Камелия возмущена поступком мужа, из-за которого Генриетта потеряла работу и были полностью потрачены их небольшие накопления. Во время ночной смены башню Маллойна посещает Моррисон, который задаёт ему вопросы о событиях предыдущей ночи и упоминает, что возле пристани было найдено тело утонувшего человека.
На следующий день в баре Моррисон навещает жену Брауна (Аги Сиртеш), рассказывает, что Браун подозревается в совершении кражи и убийства, просит помочь ему в поисках Брауна и повторяет предложение Митчелла, но миссис Браун молчит. В это время Генриетта сообщает Маллойну, что обнаружила какого-то человека в их сарае на побережье и заперла его там. Возбуждённый Маллойн просит дочь никому ничего не рассказывать и спешит к сараю. Он отпирает дверь, зовёт Брауна, и не получив ответа входит внутрь, закрыв за собой дверь. Через несколько минут Маллойн появляется, тяжело дыша, запирает дверь и уходит.
В следующей сцене он передаёт портфель Моррисону в баре, просит арестовать его и признаётся, что убил Брауна около часа назад. Моррисон вместе с Маллойном идут к сараю, за ними следует жена Брауна. Увидев, что произошло, она плачет. Все возвращаются в бар, где Моррисон готовит два конверта с небольшой долей возвращённых денег в каждом. Один из них он оставляет вдове, другой отдаёт Маллойну, говоря что в его случае случившееся было самообороной. Камера показывает крупным планом каменное выражение лица миссис Браун.

## Стиль
Фильм снят в строгой чёрно-белой стилистике и отличается обилием долгих планов; в первую очередь это относится к самому первому эпизоду. Критики отмечают визуальные переклички «Человека из Лондона» с фильмами Андрея Тарковского, Александра Сокурова и Аки Каурисмяки. По мнению Джонатана Розенбаума, американского кинокритика и пропагандиста творчества венгерского режиссёра, на фильм оказала влияние картина «Ночь на перекрёстке» (также по роману Сименона) Жана Ренуара.

## В ролях
| Актёр           | Роль         |
| --------------- | ------------ |
| Мирослав Кробот | Маллойн      |
| Тильда Суинтон  | Камелия      |
| Эрика Бок       | Генриетта    |
| Янош Держи      | Браун        |
| Аги Сиртеш      | миссис Браун |
| Иштван Ленарт   | Моррисон     |
| Дьюла Пауэр     | бармен       |